# Новиков, Иван Григорьевич
Ива́н Григо́рьевич Но́виков (бел. Іван Рыгоравіч Новікаў; 1918—2001) — белорусский советский писатель, журналист и сценарист. Заслуженный деятель культуры БССР (1967). Лауреат Литературной премии БССР имени Якуба Коласа (1965). Лауреат Государственной премии БССР имени П. Н. Лепешинского (1968). Лауреат Государственной премии БССР (1974). Лауреат Литературной премии имени А. А. Фадеева (1980). Член СП СССР (1961).

## Биография
Крестьянский сын, родился 26 января 1918 года в деревне Незнань (ныне Климовичский район, Могилевская область, Беларусь). После завершения учёбы в семилетке работал в районной газете Климовичей «Камуна» (1935—1938), окончил Могилёвский газетный техникум (1938), продолжал образование в Оршанском учительском институте (1938), затем — в Ленинградском институте журналистики имени В. В. Воровского (1939—1941).
Во время Великой Отечественной войны участвовал в Сталинградской битве, принимал участие в боях на Украине, в Молдавии, Болгарии, Югославии, Австрии. В ряд населённых пунктов Болгарии начальник разведки дивизиона Новиков вошёл первым советским офицером, за что и получил звание почётного гражданина города Сливена. В 1944 году был ранен в боях за венгерский город Секешфехервар, победу встретил в Австрии.
С 1946 года — литработник, с 1951 года — заведующий отделом редакции газеты «Советская Белоруссия», с 1957 года — корреспондент, в 1965—1986 годах — заведующий корреспондентского пункта газеты «Правда» по Белорусской ССР.

## Творчество
Начинал как очеркист. Много сил Иван Новиков отдал исследованию истории минского подполья. Он написал документальные повести «Руины стреляют в упор», «Дороги скрестились в Минске», а также «До рассвета близко» и книги публицистики «Бессмертие Минска», «Минск — город-герой».

### Документальная проза
- Руины стреляют в упор — Первая книга трилогии «Минский фронт», рассказывающая о героическом подвиге подпольщиков Минска в годы Великой Отечественной войны (Новиков, И. Г. Руины стреляют в упор. Документальная повесть / И. Г. Новиков. — Минск : Беларусь, 1965. — 464 с.).
- Дороги скрестились в Минске — Вторая книга трилогии о минском подполье (Новиков, И. Г. Дороги скрестились в Минске / И. Г. Новиков. — Минск, 1966. — 440 с.).
- До рассвета близко — Третья книга трилогии (Новиков, И. Г. До рассвета близко. Документальная повесть / И. Г. Новиков. — Москва. Советский писатель, 1976. — 500 с.).
- Лицом к опасности (повесть) (1968)
- Очищение (роман, 1987)
- Израненная память — сборник.

### Сборники публицистики
- Герой Социалистического Труда Тамара Шкурко (1949; совместно с В. Пыжковым)
- Десять недель в Соединённых Штатах Америки (1958)
- Полесское золото (1959)
- Рядом друзья (1960)
- Бессмертие Минска (1977)
- Минск — город-герой (1986)

### Сборник фельетонов
- Собственный иностранец (1960)

### Очерк
- Вера Хоружая (1962)

## Сценарии
- 1972 «Руины стреляют…» (реж. Виталий Четвериков, Беларусьфильм) (совместно с Иваном Чигриновым)

## Награды и звания
- заслуженный деятель культуры БССР (1967)
- Литературная премия БССР имени Якуба Коласа (1965) — за повесть «Дороги скрестились в Минске»
- Государственная премия БССР имени П. Н. Лепешинского (1968) — за книгу «Лицом к опасности»
- Государственная премии БССР (1974) — за сценарий 6-серийного телефильма «Руины стреляют...»
- Литературная премия имени А. А. Фадеева (1980) — за трилогию «Минский фронт»
- орден Отечественной войны I степени (6.4.1985)
- орден Трудового Красного Знамени
- орден Красной Звезды
- орден «Знак Почёта»
- медали
- три Почётные грамоты Президиума ВС БССР
- Грамота ВС БССР
- Почётный гражданин болгарского города Сливен
- Серебряная медаль имени Александра Фадеева (1980)